# Menophra jobaphes
Menophra jobaphes är en fjärilsart som beskrevs av Eugen Wehrli 1941. Menophra jobaphes ingår i släktet Menophra och familjen mätare. Inga underarter finns listade i Catalogue of Life.